# Blues Foundation
De Blues Foundation (opgericht in 1980) is een Amerikaanse organisatie, gelegen in Memphis, Tennessee. De organisatie heeft met meer dan 135 bluesorganisatiesfilialen en heeft een lidmaatschap verspreid over ongeveer twintig landen.
De Blues Foundation bewaart historische informatie over de blues. De organisatie organiseert jaarlijks de Blues Music Award (voorheen de W.C. Handy-awards) om erkenning te geven aan de beste bluesoptredens en opnames.
De organisatie heeft een eigen Hall of Fame.